# Tradescantia guiengolensis
Tradescantia guiengolensis är en himmelsblomsväxtart som beskrevs av Eizi Matuda. Tradescantia guiengolensis ingår i släktet båtblommor, och familjen himmelsblomsväxter. Inga underarter finns listade.